# Brege
Brege – wieś w Słowenii, w gminie Krško. W 2018 roku liczyła 209 mieszkańców.